# Pani Moitessier

Wersja stojąca z 1851

Pani Moitessier (fr. Madame Moitessier) – obraz Jean-Auguste’a Ingres’a namalowany między 1844 a 1856 rokiem. Obecnie przechowywany w londyńskiej National Gallery.

## Okoliczności powstania obrazu
W 1844 Ingres otrzymał przez pośrednika prośbę o namalowanie portretu małżonki bogatego bankiera Sigisberta Moitessiera, Marii Klotyldy Inez z domu de Foucauld. Malarz początkowo odrzucił tę prośbę, uważając malarstwo portretowe za mniej doskonałą formę pracy artystycznej niż tworzenie dzieł o tematyce mitologicznej i historycznej. Zgodził się jednak na spotkanie z ewentualną modelką i zmienił zdanie, uznając panią Moitessier za ucieleśnienie antycznego greckiego piękna kobiecego.
Początkowo Ingres miał zamiar namalować panią Moitessier w pozycji siedzącej, w towarzystwie jej córeczki Katarzyny. Nie mogąc jednak skłonić dziewczynki do spokojnego pozowania, w 1847 malarz zrezygnował z umieszczenia jej w kompozycji. Chcąc możliwie najbardziej udoskonalić przedstawiony wizerunek kobiety, Ingres wciąż zmieniał ustawienie modelki i uwzględnionych na płótnie detali jej stroju i wyposażenia wnętrza. W 1849 przerwał pracę, gdyż po śmierci żony nie był w stanie malować. Dopiero w czerwcu 1851 pani Moitessier osobiście przypomniała mu o niedokończonym obrazie. Malarz rozpoczął pracę praktycznie od początku. Ostatecznie wykonał dwa wizerunki pani Moitessier: stojący, gotowy w 1851, oraz siedzący, nad którym pracował do 1856.

## Opis
Pani Moitessier ukazana na obrazie została ukazana w pozycji siedzącej, na jasnoczerwonej kanapie, plecami do lustra. Ubrana jest w wystawną suknię z kokardą, ma na sobie biżuterię, zaś w lewej dłoni trzyma wachlarz. Głowę podpiera prawą dłonią o luźno rozrzuconych palcach. Kobieta odbija się w lustrze, co daje widok jej twarzy zarówno en face, jak i z profilu. Pani Moitessier ma spokojny, pewny siebie wyraz twarzy. Ingres celowo ukazał ją w wyjątkowo wystawnym stroju pełnym szczegółów, by podkreślić znaczenie odpowiedniego ubioru dla piękna kobiety.